# Почётный «Магритт»
Почётный «Магритт» (фр. Magritte d'honneur) — почётная награда, с 2011 года вручаемая бельгийской Академией Андре Дельво в рамках национальной кинопремии «Магритт». Присуждается за выдающиеся карьерные достижения, оказавшие значимое влияние на кинематограф Бельгии. Лауреаты награды определяются Советом директоров Академии.

## Лауреаты
| Год церемонии | Лауреат | Лауреат                                        | Деятельность                                  | Прим.         |
| ------------- | ------- | ---------------------------------------------- | --------------------------------------------- | ------------- |
| 2011 (1-я)    |         | Андре Дельво · (1926—2002) · Бельгия           | Кинорежиссёр                                  | [ 1 ] [ 3 ]   |
| 2012 (2-я)    |         | Натали Бэй · (род. 1948) · Франция             | Актриса                                       | [ 4 ] [ 5 ]   |
| 2013 (3-я)    |         | Коста-Гаврас · (род. 1933) · Греция/ Франция   | Кинорежиссёр и сценарист                      | [ 6 ] [ 7 ]   |
| 2014 (4-я)    |         | Эмир Кустурица · (род. 1954) · Сербия/ Франция | Кинорежиссёр, сценарист, музыкант и актёр     | [ 8 ] [ 9 ]   |
| 2015 (5-я)    |         | Пьер Ришар · (род. 1934) · Франция             | Комедийный актёр и кинорежиссёр               | [ 10 ] [ 11 ] |
| 2016 (6-я)    |         | Венсан Линдон · (род. 1959) · Франция          | Актёр, комик                                  | [ 12 ] [ 13 ] |
| 2017 (7-я)    |         | Андре Дюссолье · (род. 1946) · Франция         | Актёр                                         | [ 14 ] [ 15 ] |
| 2018 (8-я)    |         | Сандрин Боннер · (род. 1967) · Франция         | Актриса и кинорежиссёр                        | [ 16 ] [ 17 ] |
| 2019 (9-я)    |         | Рауль Серве · (род. 1928—2023) · Бельгия       | Режиссёр-аниматор и художник                  | [ 18 ] [ 19 ] |
| 2020 (10-я)   |         | Моника Беллуччи · (род. 1964) · Италия         | Актриса и модель                              | [ 20 ] [ 21 ] |
| 2022 (11-я)   |         | Марион Хенсель · (1949—2020) · Бельгия         | Кинорежиссёр, сценаристка, продюсер и актриса | [ 22 ] [ 23 ] |
| 2023 (12-я)   |         | Аньес Жауи · (род. 1964) · Франция             | Актриса, сценаристка, кинорежиссёр и певица   | [ 24 ] [ 25 ] |
| 2024 (13-я)   |         | Орор Клеман · (род. 1945) · Франция            | Актриса театра и кино                         | [ 26 ] [ 27 ] |